# Pierre Reverdy

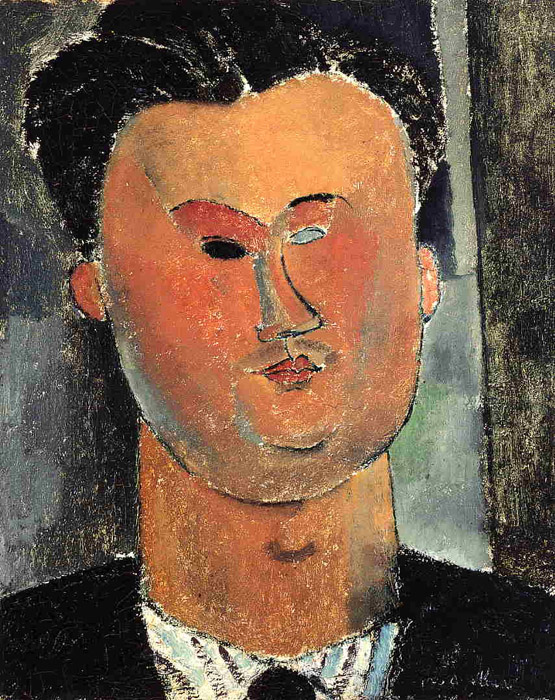
Amedeo Modigliani: Porträt Pierre Reverdy, 1915

Pierre Reverdy (* 13. September 1889 in Narbonne; † 17. Juni 1960 in der Abtei Saint-Pierre bei Solesmes) war ein französischer Lyriker, Verfasser von literaturtheoretischen Essays und Erzählungen. Sein literarisches Werk entstammt dem Umkreis des Kubismus und Surrealismus.

## Leben
Pierre Reverdy wuchs nahe der Montagne Noire auf. Unter seinen Vorfahren gab es viele Bildhauer. Sein Vater brachte ihm Lesen und Schreiben bei. Das Studium absolvierte er in Toulouse und Narbonne.
Reverdy zog im Oktober 1910 nach Paris. Hier wohnte er im Atelierhaus Bateau-Lavoir am Montmartre, wo er unter anderem Pablo Picasso, Guillaume Apollinaire, Max Jacob, Louis Aragon, André Breton, Philippe Soupault und Tristan Tzara kennenlernte. Unter seinen Freunden in Paris waren Pablo Picasso, Georges Braque, Juan Gris und Henri Matisse. Als der Surrealismus sich zu entwickeln begann, war Reverdy an dessen Entstehung beteiligt. Im ersten Surrealistischen Manifest bezeichnete Breton Reverdy als „den größten Dichter unserer Zeit“. 1914 heiratete Reverdy die Schneiderin Henriette Charlotte Bureau.
Reverdy veröffentlichte im Jahr 1915 seinen ersten Gedichtband Poèmes en prose, den der kubistische Maler Juan Gris mit Illustrationen versah.
Im Jahr 1917 gründete Reverdy zusammen mit Max Jacob und Guillaume Apollinaire das literarische Avantgarde-Journal Nord-Sud. Der Vertrieb wurde 1918 wieder eingestellt. Der Titel Nord-Sud leitete sich von der Pariser Metrolinie gleichen Namens ab, die ab 1910 den Montmartre mit Montparnasse verband. Seine „Image-Theorie“, veröffentlicht im März 1918 in Nord-Sud, beeinflusste den jungen Breton, da sie ihm den Schlüssel für ein Verständnis dessen bot, was ihm widerfuhr. Die aus dem Unbewussten hervorquellenden Wörter verdichten sich zu einem Bild: „Das Bild ist eine reine Schöpfung des Geistes – Es kann nicht aus einem Vergleich entstehen, vielmehr aus der Annäherung von zwei mehr oder weniger voneinander entfernten Wirklichkeiten. – Je entfernter und genauer die Beziehungen der aneinander angenäherten Wirklichkeiten sind, um so stärker ist das Bild – um so mehr emotionale Wirkung und poetische Realität besitzt es […]“.

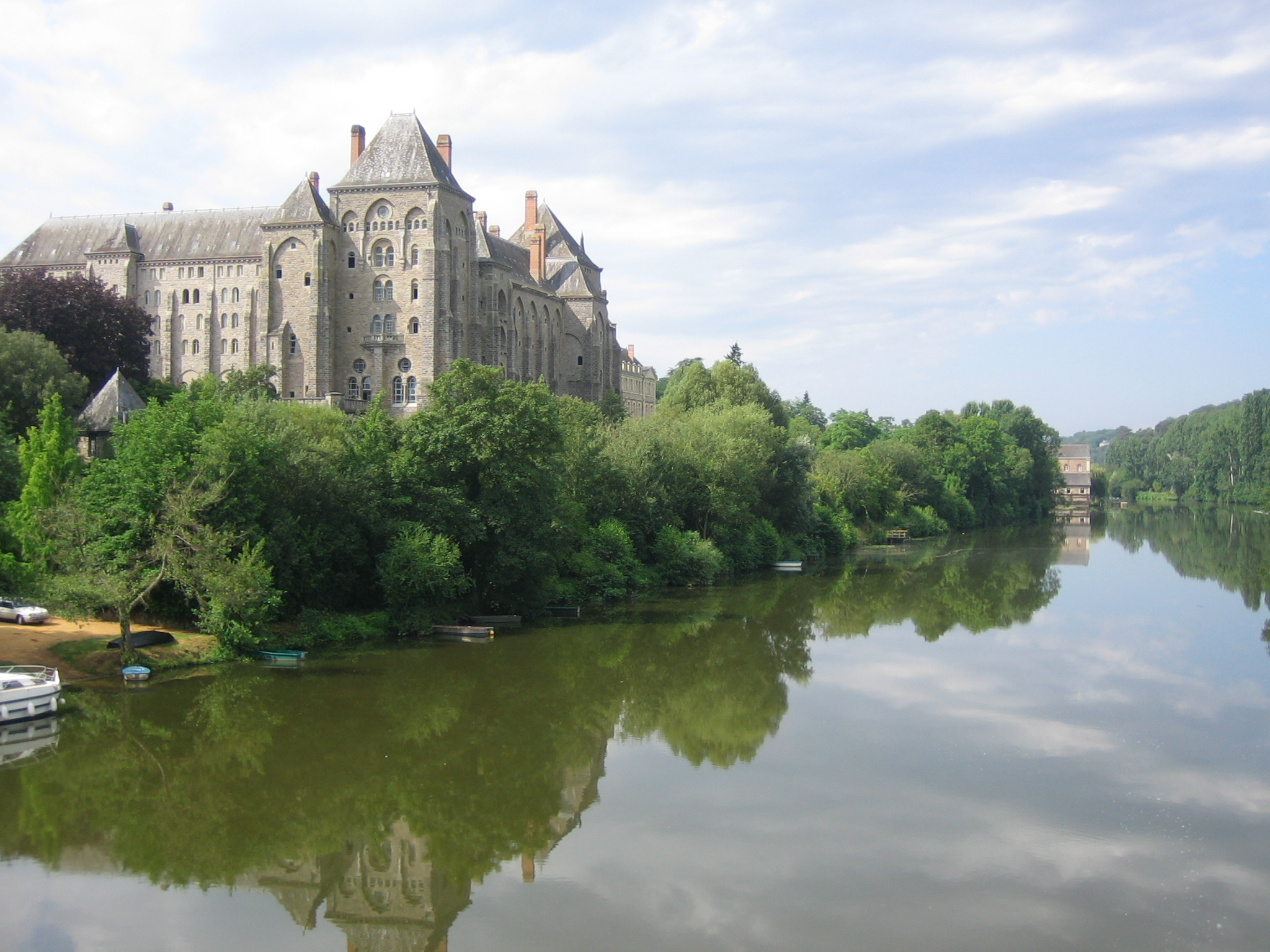
Die Abtei Saint-Pierre in Solesmes, Reverdys Wohnort bis 1960

Anfang der 1920er Jahre hatte Reverdy eine Liaison mit der Modedesignerin Coco Chanel und widmete ihr viele Gedichte.
Reverdy distanzierte sich allmählich vom surrealistischen Umfeld, verließ 1926 im Alter von 37 Jahren Paris, konvertierte zum Katholizismus und wählte als neuen Wohnort die Abtei Saint-Pierre in Solesmes, wo er als Laienbruder lebte. Dort blieb er bis zu seinem Tod im Jahr 1960. In dieser Zeit verfasste er Lyrik wie beispielsweise Sources du vent, Ferraille und Le Chant des morts. Daneben verfasste er zwei Bücher mit literaturtheoretischem Inhalt vermischt mit Aphorismen: En vrac und Le livre de mon bord.
Nachlass und Werk Pierre Reverdys werden von der gleichnamigen Bibliothek in Sablé-sur-Sarthe betreut. Es bewahrt gegenwärtig 60 Exponate, darunter fünf von Juan Gris, Georges Braque und Pablo Picasso illustrierte Künstlerbücher zu Texten Reverdys.

## Werk (Auswahl)

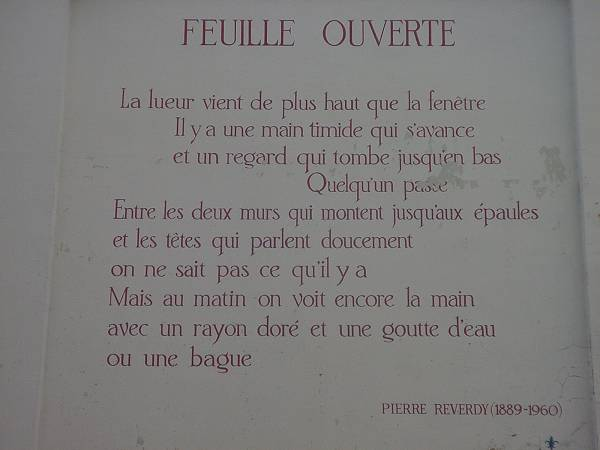
Feuille ouverte, Gedicht an einer Mauer in Leiden

- 1915 Poèmes en prose, illustriert von Juan Gris, Imprimerie Birault, Paris
- 1916 La Lucarne ovale, Imprimerie Birault
- 1916 Quelques poèmes, Imprimerie Birault
- 1917 Le Voleur de Talan, Roman. Imprimerie Rullière, Avignon
- 1918 Les Ardoises du toit, illustriert von Georges Braque, Birault
- 1918 Les Jockeys camouflés et période hors-texte, Imprimerie F. Bernouard
- 1919 La Guitare endormie, Imprimerie Birault
- 1919 Self defence. Critique-Esthétique. Imprimerie Birault
- 1921 Étoiles peintes, Sagittaire, Paris
- 1921 Cœur de chêne, Éditions de la Galerie Simon
- 1922 Cravates de chanvre, Éditions Nord-Sud
- 1924 Pablo Picasso et son œuvre. In: Pablo Picasso.Gallimard, Paris
- 1924 Les Épaves du ciel, Gallimard, Paris
- 1925 Écumes de la mer, Gallimard, Paris
- 1925 Grande nature, Les Cahiers libres, Paris
- 1926 La Peau de l'homme, Gallimard, Paris
- 1927 Le Gant de crin, Plon, Paris
- 1928 La Balle au bond, Les Cahiers du Sud, Marseille
- 1929 Sources du vent, Maurice Sachs éditeur
- 1929 Flaques de verre, Gallimard, Paris
- 1930 Pierres blanches, Éditions d'art Jordy, Carcassonne
- 1930 Risques et périls, contes 1915–1928. Gallimard, Paris
- 1940 Plein verre, Nizza
- 1945 Plupart du temps, poèmes 1915–1922. Inhalt: Poèmes en prose, Quelques poèmes, La lucarne ovale, Les ardoises du toit, Les jockeys camouflés, La guitare endormie, Étoiles peintes, Cœur de chêne et Cravates de chanvre, Gallimard, Paris
  - wieder 1969 in der Poésie-Serie
  - in Deutsch: Die meiste Zeit. Übers., Nachwort Dieter Schöneborn. Reihe: Vergessene Dichter der Moderne, 44. Universität Siegen, 1990 ISSN 0177-9869
- 1946 Visages, illustriert von Henri Matisse, Éditions du Chêne, Paris
- 1948 Le Chant des morts, illustriert von Pablo Picasso, Tériade éditeur, Paris
  - in deutscher Übersetzung: Der Gesang der Toten. Übers., Anmerkungen, Holzschnitte Johannes Strugalla, Despalles éditions Paris & Mainz 2011.
- 1948 Le Livre de mon bord, notes 1930–1936, Mercure de France
- 1949 Tombeau vivant, Dulce et decorum est pro patria mori, in Tombeau de Jean-Sébastien Galanis, Paris, gedruckt von Daragnès
- 1949 Main d'œuvre, poèmes 1913–1949. Inhalt: Grande nature, La balle au bond, Sources du vent, Pierres blanches, Ferraille, Plein verre und Le chant des morts sowie Cale sèche und Bois vert, Mercure de France
- 1950 Une aventure méthodique, Mourlot, Paris
- 1953 Cercle doré, Mourlot, Paris
- 1955 Au soleil du plafond, Tériade éditeur
- 1956 En vrac, Éditions du Rocher, Monaco
- 1959 La Liberté des mers, Éditions Maeght
- 1962 À René Char, P. A. Benoît, Alès (poème épistolaire, Aufl. 4 Expl.)
- 1966 Sable mouvant, mit Illustrationen von Picasso. L. Broder éditeur, Paris
- Œuvres complètes. 2 Bände. hrsg. v. Étienne-Alain Hubert. Flammarion, Paris 2010, ISBN 978-2-08-122201-4.

## Sekundärliteratur
- Birgitta Heid: Nur Picasso konnte das machen. Das Künstlerbuch Le chant des morts von Pablo Picasso und Pierre Reverdy. In: Nina Schleif, Armin Zweite (Hrsg.: Pablo Picasso. Künstlerbücher: Werke aus der Sammlung Udo und Anette Brandhorst.) Hirmer, München 2010, ISBN 978-3-7774-3101-7.